# Ruelle (cantante)
Maggie Eckford (Misisipi, 21 de noviembre de 1986), más conocida por su nombre artístico Ruelle, es una cantautora estadounidense de pop electrónico. Su música es ampliamente utilizada en muchas series de televisión, y ella es la cantante del tema de apertura de Shadowhunters ("This Is the Hunt") y The Shannara Chronicles ("Until We Go Down").

## Primeros años y educación
Nacida como la hija del medio de tres hermanas de un camionero en Misisipi, Ruelle se crio en una granja lechera. Ella asistió a una escuela de música en Sídney, Australia. Ruelle ahora vive profesionalmente fuera de Nashville, Tennessee. Eckford adoptó la palabra francesa "Ruelle" como su nombre artístico porque le gustaba cómo desprendía una sensación de oscuridad y misterio y cómo tenía múltiples significados incluyendo "cámara" y "lobo".

## Música
Aunque Nashville es conocida por su música country y rock and roll, los dos primeros álbumes de Eckford, For What It's Worth (2010) y Show and Tell (2012), lanzados bajo su nombre de nacimiento Maggie Eckford, fueron pop indie. Ella entonces adoptó el nombre artístico Ruelle para representar un cambio de género, moviéndose hacia el pop electrónico con un estilo oscuro y cinemático en los EPs Up in Flames (2015) y Madness (2016).
La primera canción de Ruelle fue presentado en un anuncio japonés para iPad. También sus canciones han aparecido en numerosas series de televisión en horario estelar, incluyendo Arrow, Dancing with the Stars, Eyewitness, Guilt, How to Get Away with Murder, The Leftovers, The Originals, Pretty Little Liars, Quantico, Reckless, Revenge, Scream, Sleepy Hollow, So You Think You Can Dance, Teen Wolf, The Vampire Diaries, The Walking Dead, Las crónicas de Shannara, Shadowhunters y Wynonna Earp.
Ha creado varias canciones y trabajado para varias series y películas, por lo cual a lanzado varios (EP) y sencillos de manera independiente.En las películas, que está incluido tanto en el tráiler y el soundtrack para The Loft así como los tráileres para Bad Moms, Before I Fall, Free State of Jones, y Keeping up with the Joneses. Su canción "Game of Survival" aparece en el tráiler de  13 Reasons Why; y "Madness" en Siren y en Titans. También aparece una de sus canciones, "Revolution", en el tráiler de la película, The Darkest Minds.
Ruelle ha colaborado con el productor de música electrónica Ki:Theory, siempre haciendo coros en su canción "Bringing Me Down"..Con la serie Shadowhunters  su popularidad y música ah cobrado gran reconocimiento.
Su primer EP "Up in Flames" contiene 7 temas,entre los sencillo se encuentra "Fear o Fire" "Big Guns" "Oh My My " War Of Hearts" y el tema homónimo al álbum "Up in Flames".
Para el 9 de diciembre de 2016 publica el álbum "Madness", que incluye los sencillos "Madness" "Live like legends" "Game of survival" "Bad dreams" "Day drems", todos ellos y el sencillo "Where do we go from here" han formado parte de diferentes bandas sonoras para series y películas, así como de comerciales. Este álbum abarca los géneros del alternativo y pop electrónico.
En junio de 2017 publica su tercer (EP) "Rival" con los sencillos "Find you" "Secrests and Lies" "The other side" "Ricover" "Rival". El tema "secrest anda líes " llegó al puesto n.º 9 de Spotify en la categoría "Música nueva". Este álbum siguió las temáticas de lo alternativo. Con una producción similar con su anterior trabajo, para agosto de 2018 publica otro EP "Emerge", con los sencillo "Génesis" "Empires" "Come Fly With My" "Hold you breath".
En 2016 pública el tema "I get yo love You" , siendo esta la canción de mejor rendimiento de Ruelle en los Billboard charts "I Get to Love You", siendo #22 U.S y #44 global del top 50 viral,llegando a  alcanzar el puesto # 15 en Spotify Viral 50 el 5 de marzo de 2016. el 5 de noviembre se usó dicha canción para un comercial de 'Victoria secrets ", actualmente cuenta con más de  30,000,000 millones de reproducción en dicha plataforma.
El 17 de julio de 2016 se une al cantante Zayde Wolf con el sencillo "Wolf thougth The fire" el cual formó parte de la banda sonora de la temporada 7 "The walking dead", el tema llegó al puesto #1 de iTunes en la categoría alternativo.
A comienzos de 2017 es llamada para formar parte de la banda sonora de la serie "shadow hunters" y crea el tema "This is the The hunts"  siendo este el intro de la serie, además varios de sus temas anteriores también fueron incluidos.
Para marzo de 2018 pública el tema "set it in motion" para un comercial de HBO, y el 30 de ese mismo mes, pública el tema "carry You" junto a la cantante fleaurie. Luego en abril se van de gira por Europa "Tour Annoucements". Además colaboró con el cantante Silverbeng con el tema "Giants" entrando al top 10 de la categoría "The New músic friday" de Spotify.
Después de la cancelación de la serie "Shadowhunters", la cantante publica en mayo de 2019 "Ode to shadows" un álbum recopilatorio como un regalo para los fanáticos, con 12 temas, entre ellos los sencillos "Monster" "This is the Hunts" "War of hearts" "Carry you" "I get to love you" y otros 7 temas más, los cuales fueron usados para la banda sonora de dicha serie.
En diciembre Billboard la colocó en el puesto n.º 1 de top artistas de 2018 y el 14 de ese mismo mes se une a un comercial de "god friended me" con el tema "where we come alive".
Para marzo de 2019 colabora con el cantante Dave en el tema "Lasley" del álbum "phychodrama".
De manera independiente el 7 de agosto de ese mismo año publica "Eart Glow" y en noviembre publica otro (EP) "Exodus" el cual es la continuación de su antecesor. Los temas "Exodus" "what are we waiting" y "The Fear of letting go" se usaron como sencillos promocionales.

## Discografía

### Como Maggie Eckford
- For What It's Worth (2010)
- Show and Tell (2012)

### Como Ruelle
- Up in Flames (EP)(2015)
- Madness (2016)
- Rival (EP) (2017)
- Emerge (EP) (2018)
- Ode the shadows (recopilatorio) (2019)
- Eart Glow (EP)(2019)
- Exodus (EP) (2019)